# Falkirk (kommune)
Falkirk er en af Skotlands kommuner. Den grænser op mod North Lanarkshire, Stirling og West Lothian. Administrationsbyen er Falkirk.
Regionen dækker dele af grevskaberne Stirlingshire og West Lothian.

## Byer og landsbyer
- Bo'ness
- Bonnybridge
- Denny
- Dunipace
- Falkirk
- Falkirk Wheel
- Grangemouth
- Stenhousemuir

- Wikimedia Commons har flere filer relateret til Falkirk (kommune)

56°00′04″N 3°47′02″V / 56.001°N 3.784°V
|  | Infoboks uden skabelon Denne artikel har en infoboks dannet af en tabel eller tilsvarende. |